# Pseudoceratoppia
Pseudoceratoppia är ett släkte av kvalster. Pseudoceratoppia ingår i familjen Ceratoppiidae.
Kladogram enligt Catalogue of Life:
| Pseudoceratoppia | \| \| Pseudoceratoppia asetosa \| \| \| \| \| \| Pseudoceratoppia clavasetosa \| \| \| \| \| \| Pseudoceratoppia diversa \| \| \| \| \| \| Pseudoceratoppia horaki \| \| \| \| \| \| Pseudoceratoppia logipilis \| \| \| \| \| \| Pseudoceratoppia mariannae \| \| \| \| \| \| Pseudoceratoppia microsetosa \| \| \| \| \| \| Pseudoceratoppia sexsetosa \| \| \| \| |
|                  | \| \| Pseudoceratoppia asetosa \| \| \| \| \| \| Pseudoceratoppia clavasetosa \| \| \| \| \| \| Pseudoceratoppia diversa \| \| \| \| \| \| Pseudoceratoppia horaki \| \| \| \| \| \| Pseudoceratoppia logipilis \| \| \| \| \| \| Pseudoceratoppia mariannae \| \| \| \| \| \| Pseudoceratoppia microsetosa \| \| \| \| \| \| Pseudoceratoppia sexsetosa \| \| \| \| |
|                  | Amazoppia |
|                  | |
|                  | Austroceratoppia |
|                  | |
|                  | Ceratoppia |
|                  | |
|                  | Ceratorchestes |
|                  | |
|                  | Comeremaeus |
|                  | |
|                  | Dendrozetes |
|                  | |
|                  | Macquarioppia |
|                  | |
|                  | Metapyroppia |
|                  | |
|                  | Negroppia |
|                  | |
|                  | Notoppia |
|                  | |
|                  | Paraceratoppia |
|                  | |
|                  | Parapyroppia |
|                  | |
|                  | Pseudopyroppia |
|                  | |
|                  | Pyroppia |
|                  | |
|                  | Trichoppia |
|                  | |
|                  | Pseudoceratoppia asetosa |
|                  | |
|                  | Pseudoceratoppia clavasetosa |
|                  | |
|                  | Pseudoceratoppia diversa |
|                  | |
|                  | Pseudoceratoppia horaki |
|                  | |
|                  | Pseudoceratoppia logipilis |
|                  | |
|                  | Pseudoceratoppia mariannae |
|                  | |
|                  | Pseudoceratoppia microsetosa |
|                  | |
|                  | Pseudoceratoppia sexsetosa |
|                  | |

|  | Pseudoceratoppia asetosa     |
|  |                              |
|  | Pseudoceratoppia clavasetosa |
|  |                              |
|  | Pseudoceratoppia diversa     |
|  |                              |
|  | Pseudoceratoppia horaki      |
|  |                              |
|  | Pseudoceratoppia logipilis   |
|  |                              |
|  | Pseudoceratoppia mariannae   |
|  |                              |
|  | Pseudoceratoppia microsetosa |
|  |                              |
|  | Pseudoceratoppia sexsetosa   |
|  |                              |